# Чороку
Чороку (長禄) је јапанска ера (ненко) која је настала после Кошо и пре Каншо ере. Временски је трајала од септембра 1457. до децембра 1460. године и припадала је Муромачи периоду. Владајући монарх био је цар Го Ханазоно.

## Важнији догађаји Чороку ере
- 1457. (Чороку 1): Таро Сајемон покушава да поврати царски драгуљ за цара Го Ханазоноа што накратко и успева али га у контранападу у Јошину опет губи.[3] Нешто раније, 1443. године (Какицу 3, двадесеттрећи дан деветог месеца), наоружани нападачи су упали у палату у намери да убију цара Го Ханазоноа. Цар је успео да побегне али су нападачи узели три симбола царске власти: мач, огледало и драги камен. Нешто касније један чувар проналази огледало, свештеник мач, док се за локацију драгуља сазнаје тек у осмом месецу Бунан ере.[4]
- 1458. (Чороку 2, осми месец): Један од три симбола царске владавине, драгуљ, враћен је из Јужног двора за Кјото чиме је употпуњено царско обележје Јапана.[5]
- 1459. (Чороку 3): Шогун Ашикага Јошимаса обезбеђује нови „микоши“ (свети палакин) и потпуно нови сет одеће и опреме као део обнове Ацута храма (1457—1459).[6]